# Cerro Paruma
Ne doit pas être confondu avec Paruma.
Le Cerro Paruma est un volcan situé sur la frontière entre la Bolivie et le Chili. Mal connu, il est constitué d'un stratovolcan culminant à 5 762 mètres d'altitude et dominant le Paruma situé juste à l'ouest.

## Géographie
Le Cerro Paruma est situé dans le nord du Chili et dans le sud-ouest de la Bolivie, sur la frontière entre ces deux pays. Administrativement, il se trouve dans la province bolivienne de Nor Lípez du département de Potosí au nord et dans la province chilienne d'El Loa de la région d'Antofagasta au sud. Le volcan est entouré à l'ouest par le Paruma et l'Olca, au nord et à l'est par des salars.
Il s'agit d'un stratovolcan culminant à 5 762 mètres d'altitude et entaillé par deux vallées sur ses flancs est et ouest.

## Histoire
Formé avant l'Holocène, l'histoire éruptive du Cerro Paruma est mal connue, sa dernière éruption s'étant produite à une date inconnue.